# Hubert Radoszko
Hubert Radoszko (ur. 21 września 1996) – producent muzyczny, gitarzysta, kompozytor, aranżer.

## Kariera muzyczna
Współpracował z artystami takimi jak Jamal, Krystian Ochman, Ania Wyszkoni, Waldemar Kasta, Marta Gałuszewska, L.U.C.
Jako sideman brał udział w licznych sesjach nagraniowych, festiwalach, koncertach telewizyjnych i trasach koncertowych, grając u boku takich artystów jak:
Peja/Slums Attack, Igor Herbut, Kasia Kowalska, Justyna Steczkowska, Ania Dąbrowska, Beata Kozidrak, Viki Gabor, Krzysztof Cugowski, Piotr Cugowski, Stan Borys, Patrycja Markowska, Michał Szpak, Piotr Rogucki, Sarsa, Szczyl, Dziarma, Joss Stone, Bisz, Łona i Webber, Ania Rusowicz, Halina Mlynkova, Majka Jeżowska, Sound n Grace, Natalia Zastępa, Alicja Szemplińska, Kasia Moś, Ania Karwan.
Jako producent ma koncie współpracę z takimi artystami jak: Kamil Bednarek, Blanka, Kasia Wilk, Bartek Deryło, Cieniu, Ola Turoń, Łukasz Wolski, Yellow.
Współpracuje także z finalistami programów typu „Talent Show” m.in. Alicją Janosz, Natalią Lubrano, Kubą Kęsy, Pauliną Gołębiowską.
Współpracuje z wytwórniami fonograficznymi: Universal Music Polska, Sony Music Entertainment Poland, Warner Music Poland, Agora Muzyka, E-Muzyka.
Nagrywał jako muzyk sesyjny w takich w studiach nagraniowych jak: Custom34, Black Kiss Records, RecPublica Studios, Monochrom Studio, Universal Music Poland Studio, Studio Kamienica, TOWER Studio.
Współwłaściciel studia produkcji muzycznej Y73 Studio.
Podczas koncertów używa instrumentów marki SKG, kabli HaieWire oraz słuchawek Custom Art.